# アリゾナ・ドリーム
『アリゾナ・ドリーム』（Arizona Dream）は、1993年製作のアメリカ合衆国-フランスの映画。監督はエミール・クストリッツァ。第43回ベルリン国際映画祭で監督のエミール・クストリッツァは銀熊賞 (審査員グランプリ)を受賞した。

## キャスト
- アクセル・ブラックマー ： ジョニー・デップ
- レオ・スウィーティ ： ジェリー・ルイス
- エレイン・ストーカー ： フェイ・ダナウェイ
- グレース・ストーカー ： リリ・テイラー
- ポール・レジェール ： ヴィンセント・ギャロ
- ミリー ： ポーリーナ・ポリスコワ